# Bobby Astyr
Bobby Astyr (ngày 14 tháng 11 năm 1937 – ngày 7 tháng 4 năm 2002) là nam diễn viên phim khiêu dâm người Mỹ.
Astyr từng là nhạc sĩ trước khi tham gia đóng phim khiêu dâm. Lần đầu tiên ông đóng phim khiêu dâm là vào năm 1974 và xuất hiện qua nhiều tác phẩm bao gồm phim Barbara Broadcast năm 1977 trong vai Maitre d' tại nhà hàng khách sạn sang trọng ở Thành phố New York. Thường được giao các vai diễn tấu hài, ông được mệnh danh là "Hoàng tử Hề Phim Khiêu dâm". Astyr chính thức nghỉ hưu vào giữa thập niên 1980. Ông thường diễn chung với nữ diễn viên Samantha Fox mà cả hai đều có mối quan hệ lâu dài.  Cuối đời, Astyr gia nhập ban giám đốc của một dự án nhà tại khu East Village của New York. Sau thời gian dài chống chọi với căn bệnh ung thư phổi được 5 hoặc 6 năm thì Astyr đã qua đời vào tháng 4 năm 2002.

## Giải thưởng
- Nam diễn viên phụ xuất sắc nhất dành cho Nhân vật AFAA năm 1979[8]
- Người được đề cử Đại sảnh Danh vọng XRCO năm 1999[9]